# 許黄玉
許 黄玉（きょ こうぎょく、허황옥、ホ・ファンオク、32年 - 189年）は、金官伽倻の始祖首露王の妃。金官伽倻の第2代の王居登王を生む。
許黄玉は阿踰陀（あゆだ）国の王女で、阿踰陀国から船に乗って48年に伽耶に渡来し、首露王と出会い、その時に阿踰陀国からもって来た石塔と鉄物を奉納した。阿踰陀国についてはインド、タイ、中国、日本などの説あるが、インドのアヨーディヤーが最有力である。その理由は、首露王陵の正門の大梁に刻まれた双魚文様は、インドのアヨーディヤーの建築の紋章の特徴だからである。

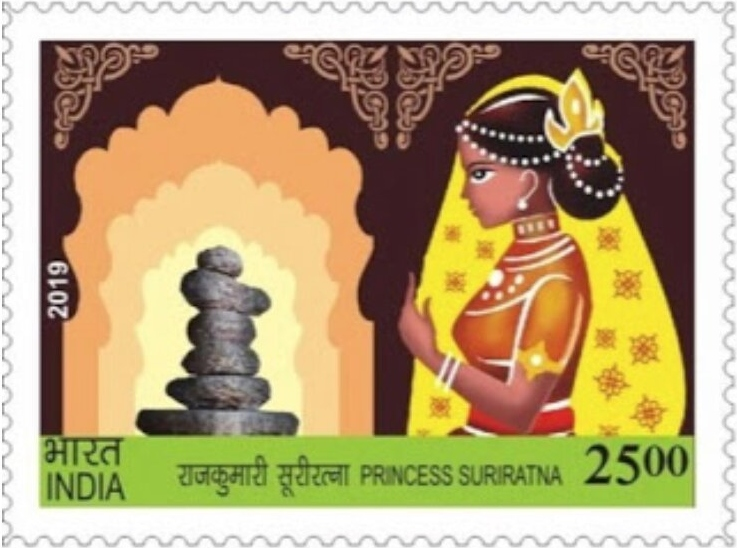
インドから持ってきた石塔

## 人物
『三国遺事』に抄録された『駕洛国記』に、次のような記述がある。古代朝鮮の部族国家ができあがる時の神話として解釈されている。
あらすじ：阿踰陀国の黄玉の両親に夢のお告げが下った。曰く駕洛国（金官伽倻）の首露王は天が遣わした特別な人間であるが、いまだ独身だ。黄玉を送り妻とするようにと。黄玉は海から蒸棗（なつめ）を求め、天に昇って蟠桃を得ると首露のもとにやってきた。なお、蟠桃は神仙思想に現れる長生不死の桃で、昆崙山にある「玉桃」とか仙桃山に実る「仙桃」とも呼ばれる。

## 考証
『三国遺事』をはじめとする朝鮮史書では、許黄玉は阿踰陀国出身であり、居登王の妃は阿踰陀国出身の申輔の娘慕貞であり、麻品王の妃は阿踰陀国出身の趙匡の孫娘好仇である。林泰輔は、近代学問に接した史学者によって近代的な記述方法で書かれた最初の朝鮮歴史専門書と評される『朝鮮史』(1892年)において、首露王の夫人の許黄玉がインド人であり、インドから朝鮮南部に渡来したことを論述した際に、「考証がかなり煩雑しているので、他日を期してこれを詳論する」と述べており、後日論文「加羅の起源」および「加羅の起源続考」において詳論した。「加羅の起源」では、仏書に散見される同様の事実を例に挙げることから論じはじめ、『三国遺事』に抄録された『駕洛国記』に記される天竺阿踰陀国の王女許氏を根拠にして、加羅はインド人が切り開いたとする。「加羅の起源続考」では、朝鮮史籍に登場する卵生説話（赫居世居西干、鄒牟王、首露王、五伽耶王、脱解尼師今）と『賢愚経』『法苑珠林』『新唐書』『大越史記全書』『山海経』『大明一統志』『博物志』『後漢書』などにみられるインド古代伝説との類似性を取り上げ、「古代にインド人が馬剌加海峡を渡って東方に交通し、ついに朝鮮半島の南岸に加羅国を開いた」と述べている。
2004年に、許黄玉の「インド渡来説」を立証する科学的証拠が示された。ソウル大学医学部の徐廷ソン教授と翰林大学医学部のキム・ジョンイル教授は、韓国遺伝体学会において「許黄玉の子孫と推定される金海市にある古墳の遺骨を分析した結果、韓民族のルーツであるモンゴル北方系とは異なり、インド南方系だった」と発表した。ミトコンドリアはDNAを保持するが、許黄玉の「インド渡来説」が事実であるならば、子孫は母方の許黄玉のDNAを継承しており、インド南方系のDNAをもつことになるが、許黄玉の子孫と推定される遺骨の塩基配列を分析した結果、モンゴル北方系ではなくインド南方系の特徴を備えていた。

## エピソード
- 中国四川省安岳県に出生した説もあり、同地に「普州太后許黄玉故里」という観光地がある[9][10]。
- 金海市に許黄玉の墓があり、許黄玉がインドからもってきたと伝えられる婆娑石塔が残っている[2]。
- 釜山広域市海雲台区の冬柏公園には、「海を渡って恩恵王に嫁いだ黄玉姫」の伝説に基づく人魚のブロンズ像がある[11]。ここでの黄玉姫を許黄玉と同一視する郷土史家もいる[12]。
- 釜山広域市と金海市は、「許王后婚行ロード」の観光商品化にむけた「許王后婚行ロード再現および祝祭事業」に共同で取り組んでいる。同ロードは、インドからやってきた黄玉が金海に到着した地点をスタートとし、結婚式を挙げたところをゴールとする（望山島（鎭海龍院）→維舟岩→興国寺→金首露王凌）。長期的ビジョンとしては、同ロードのユネスコ世界文化遺産登録を目指している[13]。

## 子孫
許黄玉は、首露王との間に10人の息子をもうけたが、そのうち2人に許姓を与え、それが金海許氏の起源とされる。

## 家族
- 夫：首露王
- 子：居登王
- 孫：麻品王